# We No Speak Americano
We No Speak Americano is een nummer uit 2010 van het Australische duo Yolanda Be Cool in samenwerking met producer DCUP. Het nummer is gebaseerd op het nummer Tu vuò fa l'americano van Renato Carosone uit 1956.
Het nummer groeide uit tot een wereldwijd succes en stond in veel landen op nummer 1 in de hitparade, waaronder in Nederland, Vlaanderen, Duitsland, Zweden en het Verenigd Koninkrijk. In Nederland werd het op 4 juni 2010 door Radio 538 verkozen tot Dancesmash. Door deze vorm van airplay en de hoge verkopen en downloads, maakte het nummer in de Nederlandse Top 40 een grote sprong van 29 naar 4. Twee weken later stond het op nummer 1 en bleef daar in totaal acht weken. We No Speak Americano bereikte tevens de eerste plaats van de Single Top 100. Het was in 2010 de bestverkochte single van Nederland.

## Hitnoteringen

### Nederlandse Top 40
| Hitnotering: 12-06-2010 t/m 09-10-2010 | Hitnotering: 12-06-2010 t/m 09-10-2010 | Hitnotering: 12-06-2010 t/m 09-10-2010 | Hitnotering: 12-06-2010 t/m 09-10-2010 | Hitnotering: 12-06-2010 t/m 09-10-2010 | Hitnotering: 12-06-2010 t/m 09-10-2010 | Hitnotering: 12-06-2010 t/m 09-10-2010 | Hitnotering: 12-06-2010 t/m 09-10-2010 | Hitnotering: 12-06-2010 t/m 09-10-2010 | Hitnotering: 12-06-2010 t/m 09-10-2010 | Hitnotering: 12-06-2010 t/m 09-10-2010 | Hitnotering: 12-06-2010 t/m 09-10-2010 | Hitnotering: 12-06-2010 t/m 09-10-2010 | Hitnotering: 12-06-2010 t/m 09-10-2010 | Hitnotering: 12-06-2010 t/m 09-10-2010 | Hitnotering: 12-06-2010 t/m 09-10-2010 | Hitnotering: 12-06-2010 t/m 09-10-2010 | Hitnotering: 12-06-2010 t/m 09-10-2010 | Hitnotering: 12-06-2010 t/m 09-10-2010 | Hitnotering: 12-06-2010 t/m 09-10-2010 |
| Week:                                  | 1                                      | 2                                      | 3                                      | 4                                      | 5                                      | 6                                      | 7                                      | 8                                      | 9                                      | 10                                     | 11                                     | 12                                     | 13                                     | 14                                     | 15                                     | 16                                     | 17                                     | 18                                     |                                        |
| -------------------------------------- | -------------------------------------- | -------------------------------------- | -------------------------------------- | -------------------------------------- | -------------------------------------- | -------------------------------------- | -------------------------------------- | -------------------------------------- | -------------------------------------- | -------------------------------------- | -------------------------------------- | -------------------------------------- | -------------------------------------- | -------------------------------------- | -------------------------------------- | -------------------------------------- | -------------------------------------- | -------------------------------------- | -------------------------------------- |
| Positie:                               | 29                                     | 4                                      | 2                                      | 1                                      | 1                                      | 1                                      | 1                                      | 1                                      | 1                                      | 1                                      | 1                                      | 2                                      | 7                                      | 9                                      | 12                                     | 20                                     | 33                                     | 40                                     | uit                                    |

### NederlandseSingle Top 100
| Hitnotering: 12-06-2010 t/m 20-11-2010 | Hitnotering: 12-06-2010 t/m 20-11-2010 | Hitnotering: 12-06-2010 t/m 20-11-2010 | Hitnotering: 12-06-2010 t/m 20-11-2010 | Hitnotering: 12-06-2010 t/m 20-11-2010 | Hitnotering: 12-06-2010 t/m 20-11-2010 | Hitnotering: 12-06-2010 t/m 20-11-2010 | Hitnotering: 12-06-2010 t/m 20-11-2010 | Hitnotering: 12-06-2010 t/m 20-11-2010 | Hitnotering: 12-06-2010 t/m 20-11-2010 | Hitnotering: 12-06-2010 t/m 20-11-2010 | Hitnotering: 12-06-2010 t/m 20-11-2010 | Hitnotering: 12-06-2010 t/m 20-11-2010 | Hitnotering: 12-06-2010 t/m 20-11-2010 |
| Week:                                  | 1                                      | 2                                      | 3                                      | 4                                      | 5                                      | 6                                      | 7                                      | 8                                      | 9                                      | 10                                     | 11                                     | 12                                     | 13                                     |
| -------------------------------------- | -------------------------------------- | -------------------------------------- | -------------------------------------- | -------------------------------------- | -------------------------------------- | -------------------------------------- | -------------------------------------- | -------------------------------------- | -------------------------------------- | -------------------------------------- | -------------------------------------- | -------------------------------------- | -------------------------------------- |
| Positie:                               | 3                                      | 2                                      | 1                                      | 1                                      | 1                                      | 1                                      | 1                                      | 1                                      | 1                                      | 2                                      | 2                                      | 4                                      | 6                                      |
| Week:                                  | 14                                     | 15                                     | 16                                     | 17                                     | 18                                     | 19                                     | 20                                     | 21                                     | 22                                     | 23                                     | 24                                     |                                        |                                        |
| Positie:                               | 8                                      | 11                                     | 21                                     | 19                                     | 26                                     | 38                                     | 44                                     | 57                                     | 61                                     | 64                                     | 81                                     | uit                                    |                                        |

### VlaamseUltratop 50
| Hitnotering: (Week 1 t/m 18) 26-06-2010 t/m 23-10-2010 Hitnotering: (Week 19) 08-01-2011 | Hitnotering: (Week 1 t/m 18) 26-06-2010 t/m 23-10-2010 Hitnotering: (Week 19) 08-01-2011 | Hitnotering: (Week 1 t/m 18) 26-06-2010 t/m 23-10-2010 Hitnotering: (Week 19) 08-01-2011 | Hitnotering: (Week 1 t/m 18) 26-06-2010 t/m 23-10-2010 Hitnotering: (Week 19) 08-01-2011 | Hitnotering: (Week 1 t/m 18) 26-06-2010 t/m 23-10-2010 Hitnotering: (Week 19) 08-01-2011 | Hitnotering: (Week 1 t/m 18) 26-06-2010 t/m 23-10-2010 Hitnotering: (Week 19) 08-01-2011 | Hitnotering: (Week 1 t/m 18) 26-06-2010 t/m 23-10-2010 Hitnotering: (Week 19) 08-01-2011 | Hitnotering: (Week 1 t/m 18) 26-06-2010 t/m 23-10-2010 Hitnotering: (Week 19) 08-01-2011 | Hitnotering: (Week 1 t/m 18) 26-06-2010 t/m 23-10-2010 Hitnotering: (Week 19) 08-01-2011 | Hitnotering: (Week 1 t/m 18) 26-06-2010 t/m 23-10-2010 Hitnotering: (Week 19) 08-01-2011 | Hitnotering: (Week 1 t/m 18) 26-06-2010 t/m 23-10-2010 Hitnotering: (Week 19) 08-01-2011 | Hitnotering: (Week 1 t/m 18) 26-06-2010 t/m 23-10-2010 Hitnotering: (Week 19) 08-01-2011 | Hitnotering: (Week 1 t/m 18) 26-06-2010 t/m 23-10-2010 Hitnotering: (Week 19) 08-01-2011 | Hitnotering: (Week 1 t/m 18) 26-06-2010 t/m 23-10-2010 Hitnotering: (Week 19) 08-01-2011 | Hitnotering: (Week 1 t/m 18) 26-06-2010 t/m 23-10-2010 Hitnotering: (Week 19) 08-01-2011 | Hitnotering: (Week 1 t/m 18) 26-06-2010 t/m 23-10-2010 Hitnotering: (Week 19) 08-01-2011 | Hitnotering: (Week 1 t/m 18) 26-06-2010 t/m 23-10-2010 Hitnotering: (Week 19) 08-01-2011 | Hitnotering: (Week 1 t/m 18) 26-06-2010 t/m 23-10-2010 Hitnotering: (Week 19) 08-01-2011 | Hitnotering: (Week 1 t/m 18) 26-06-2010 t/m 23-10-2010 Hitnotering: (Week 19) 08-01-2011 | Hitnotering: (Week 1 t/m 18) 26-06-2010 t/m 23-10-2010 Hitnotering: (Week 19) 08-01-2011 | Hitnotering: (Week 1 t/m 18) 26-06-2010 t/m 23-10-2010 Hitnotering: (Week 19) 08-01-2011 | Hitnotering: (Week 1 t/m 18) 26-06-2010 t/m 23-10-2010 Hitnotering: (Week 19) 08-01-2011 |
| Week:                                                                                    | 1                                                                                        | 2                                                                                        | 3                                                                                        | 4                                                                                        | 5                                                                                        | 6                                                                                        | 7                                                                                        | 8                                                                                        | 9                                                                                        | 10                                                                                       | 11                                                                                       | 12                                                                                       | 13                                                                                       | 14                                                                                       | 15                                                                                       | 16                                                                                       | 17                                                                                       | 18                                                                                       |                                                                                          | 19                                                                                       | 20                                                                                       |
| ---------------------------------------------------------------------------------------- | ---------------------------------------------------------------------------------------- | ---------------------------------------------------------------------------------------- | ---------------------------------------------------------------------------------------- | ---------------------------------------------------------------------------------------- | ---------------------------------------------------------------------------------------- | ---------------------------------------------------------------------------------------- | ---------------------------------------------------------------------------------------- | ---------------------------------------------------------------------------------------- | ---------------------------------------------------------------------------------------- | ---------------------------------------------------------------------------------------- | ---------------------------------------------------------------------------------------- | ---------------------------------------------------------------------------------------- | ---------------------------------------------------------------------------------------- | ---------------------------------------------------------------------------------------- | ---------------------------------------------------------------------------------------- | ---------------------------------------------------------------------------------------- | ---------------------------------------------------------------------------------------- | ---------------------------------------------------------------------------------------- | ---------------------------------------------------------------------------------------- | ---------------------------------------------------------------------------------------- | ---------------------------------------------------------------------------------------- |
| Positie:                                                                                 | 31                                                                                       | 3                                                                                        | 2                                                                                        | 1                                                                                        | 2                                                                                        | 1                                                                                        | 1                                                                                        | 1                                                                                        | 1                                                                                        | 2                                                                                        | 2                                                                                        | 4                                                                                        | 8                                                                                        | 10                                                                                       | 19                                                                                       | 31                                                                                       | 34                                                                                       | 44                                                                                       | uit                                                                                      | 50                                                                                       | uit                                                                                      |

## Trivia
- We no speak Americano is speelbaar in het dansspel Just Dance 4.